# Ернесто Відаль
Ернесто Відаль (ісп. Ernesto Vidal, нар. 15 листопада 1921, Бує — пом. 13 червня 1974, Кордова) — уругвайський футболіст, що грав на позиції півзахисника.
Виступав, зокрема, за клуб «Пеньяроль», а також національну збірну Уругваю.
Чотириразовий чемпіон Уругваю. У складі збірної — чемпіон світу.

## Клубна кар'єра
Народився в італійському місті Бує (зараз входить до складу Хорватії). У дорослому футболі дебютував 1941 року в Аргентині виступами за команду клубу «Росаріо Сентраль», в якій провів три сезони, взявши участь у 21 матчі чемпіонату. 
Своєю грою за цю команду привернув увагу представників тренерського штабу уругвайського клубу «Пеньяроль», до складу якого приєднався 1944 року. Відіграв за команду з Монтевідео наступні десять сезонів своєї ігрової кар'єри. У складі «Пеньяроля» був одним з головних бомбардирів команди, маючи середню результативність на рівні 0,36 голу за гру першості.
Згодом з 1953 по 1956 рік грав в Італії, у складі команд клубів «Фіорентина» та «Про Патрія».
Завершив професійну ігрову кар'єру у клубі «Насьйональ», за команду якого виступав протягом 1956 року.
Помер 13 червня 1974 року на 53-му році життя у місті Кордова.

## Виступи за збірну
1950 року дебютував в офіційних матчах у складі національної збірної Уругваю. Протягом кар'єри у національній команді, яка тривала усього 3 роки, провів у формі головної команди країни 8 матчів, забивши 2 голи.
У складі збірної був учасником чемпіонату світу 1950 року у Бразилії, здобувши того року титул чемпіона світу.

## Титули і досягнення
- Чемпіон Уругваю (4):

«Пеньяроль»:  1944, 1945, 1949, 1951
- Чемпіон світу (1):

1950